# Marina di Pietrasanta
Marina di Pietrasanta è una frazione del comune di Pietrasanta, nella riviera della Versilia, in provincia di Lucca.
Come indica il nome, questa frazione si estende su litorale del mar Ligure prospiciente Pietrasanta e comprende i 4 km di costa tra Forte dei Marmi e Lido di Camaiore.
Marina di Pietrasanta si suddivide in quattro zone, che sono (elencate da nord-ovest a sud-est):
- Fiumetto;
- Tonfano;
- Motrone;
- Le Focette.

## Storia
Già agli inizi degli anni trenta Marina di Pietrasanta era una nota stazione balneare, tant'è che pur avendo una popolazione di approssimativamente 2 000 persone poteva dare alloggio a circa 900 turisti in strutture alberghiere e altrettanti in case in affitto.
A quell'epoca questa frazione era scarsamente urbanizzata: nella zona più prossima al mare vi erano gli stabilimenti balneari, che si componevano per lo più di semplici cabine in legno a terrazzo e tettoia (oggi praticamente scomparse), le costruzioni si addensavano lungo la strada litoranea e in piccoli agglomerati per ognuna delle quattro zone sopraelencate.
Principalmente la zona era caratterizzata da grandi e folte pinete di cui resta una flebile traccia nell'area al confine tra Motrone e Focette, lungo la sponda Nord del fosso Motrone (o torrente Baccatoio).

## Turismo e spiagge
Ancora oggi la principale forma di sostentamento per la popolazione di Marina di Pietrasanta risulta essere il turismo.
In particolare, questa zona di costa continua ad essere una rinomata meta estiva in virtù delle ampie spiagge sabbiose, pulite e perfettamente attrezzate.
A Marina di Pietrasanta si trovano numerosi locali mondani storici, la maggior parte dei quali si affaccia direttamente sul mare: si ricordino, ad esempio, la celebre Bussola Versilia, il Twiga, il Seven Apples (fallito e messo all'asta nel 2024), il Nikki Beach. Sull'Aurelia si affacciava la famosa discoteca Canniccia, oramai demolita, la quale vantava il primato di essere la prima biodiscoteca d'Italia (disponeva di 4 000 metri quadri di giardino e un lago).
Infine, c'è anche lo stabilimento balneare comunale, cioè il Bagno Pietrasanta, con i suoi ombrelloni blu cielo, che è il bagno più esteso di tutta Marina di Pietrasanta.

## Luoghi di interesse
Vi si trova Villa La Versiliana, ex dimora di villeggiatura di persone famose tra cui il poeta Gabriele D'Annunzio, ora teatro-parco dal ricco cartellone culturale di eventi durante la stagione estiva. Qui si trova anche il Caffè della Versiliana, rinomato luogo di incontro per dibattiti culturali e d'attualità animato per anni dal giornalista Romano Battaglia.

## Infrastrutture e trasporti

### Mobilità urbana
Il trasporto pubblico su gomma è gestito da Autolinee Toscane, che tramite linee extraurbane permette il collegamento del litorale con le stazioni ferroviarie di Viareggio e Pietrasanta.
Inoltre a partire dall'estate 2024 è stato attivato un servizio speciale notturno chiamato “Lungomare by night”, una linea circolante durante le notti del periodo estivo (dal mercoledì alla domenica) e che mette in collegamento Marina di Torre del Lago Puccini a Marina di Carrara transitando per le località di Viareggio, Lido di Camaiore, Marina di Pietrasanta, Forte dei Marmi, Cinquale, Marina dei Ronchi e Marina di Massa. 
Dal 1914, inoltre, Marina di Pietrasanta era collegata direttamente con Forte dei Marmi, Pietrasanta e Viareggio tramite la tranvia litoranea, un'allora moderna infrastruttura, elettrificata a 600 V, che contribuì in maniera significativa allo sviluppo economico e turistico della fascia costiera. Vittima di gravi danneggiamenti subiti nel 1944, durante la seconda guerra mondiale, l'impianto non fu più ripristinato.